# 梅克倫堡-施威林公國
梅克倫堡-什未林公國（德語：Herzogtum Mecklenburg-Schwerin）是德國歷史上1701年至1815年間建立於德國北部的一個公國，由腓特烈·威廉和阿道夫·腓特烈二世分裂原梅克倫堡公國成什未林和施特雷利茨兩部分而開始。統治公國的一直是屬尼克洛特後裔的梅克倫堡王朝，多個世紀以來，公國在神聖羅馬帝國內的地位都是波羅的海沿海地區的一個貧弱邦國，夾在荷爾斯泰因-格呂克施塔特家族和波美拉尼亞公國兩大勢力之間。

## 起源
梅克倫堡王朝的始祖尼克洛特（1090年–1160年）是斯拉夫族奧博特人部落的首領，終身一直帶領部落抵抗撒克遜人的入侵，但於1160年在文德十字軍東征中最終被獅子亨利擊敗。尼克洛特死後其子普利比斯拉夫繼續抗爭，但隨後被迫向獅子亨利投降，1167年他繼承了父親的遺產，獅子亨利將其立為首位梅克倫堡親王。
普里比斯拉夫的後代將梅克倫堡幾經瓜分，1312年梅克倫堡的亨利二世（1266年–1329年）取得了施塔加德和羅斯托克，重新統一了梅克倫堡領地，並將這片地區（除了什未林伯國和韋爾勒伯國之外）遺贈給了他的兒子阿爾布雷希特二世和約翰。後來兩人都獲得公爵頭銜，原斯塔加德領地於1352年被重建為梅克倫堡-斯塔加德公國，並歸約翰所有。阿爾布雷希特二世則保有梅克倫堡西部較大的一片領地，並在1358年獲得原什未林伯國後，遷到什未林作為自己的居住地。
1363年，阿爾布雷希特之子，公爵阿爾伯特三世進攻瑞典，成功推翻馬格努斯七世。入主瑞典後一年阿爾伯特三世被加冕為瑞典國王。1436年，韋爾勒伯國的最後一位領主威廉去世後無嗣繼承。由於威廉的女婿，梅克倫堡-施塔加德公爵烏爾里希二世亦無嗣，所以1471年烏爾里希二世去世後其家族完全絕嗣。上述所有領地最後均由梅克倫堡-什未林公爵海因里希四世所繼承，海因里希四世亦成為了整個梅克倫堡地區的唯一統治者。
1520年，海因里希四世的孫子海因里希五世和阿爾布雷希特七世再次將公國領土瓜分，海因里希五世仍是梅克倫堡-什未林公爵，阿爾布雷希特七世則新建立了梅克倫堡-居斯特羅支系。1610年，梅克倫堡-居斯特羅領地再次由什未林一系公爵阿道夫·腓特烈一世公爵所繼承。1621年，阿道夫·腓特烈一世再次分出居斯特羅予其弟約翰·阿爾布雷希特二世建立支系。1628年三十年戰爭期間，兩人都因支持丹麥國王克里斯蒂安四世，而讓梅克倫堡地區被華倫斯坦所攻佔，公爵兩兄弟皆被廢黜。然而三年後，在瑞典帝國支持下兩人成功復位。1695年，約翰·阿爾布雷希特二世之子，古斯塔夫·阿道夫死後無嗣，居斯特羅支系再次絕嗣。因此施威林一系公爵腓特烈·威廉得以再次獲得居斯特羅並統一梅克倫堡地區。

## 歷史
1692年6月，時任梅克倫堡-什未林公爵克里斯蒂安·路德維希一世在國外遊歷期間去世，無子。公爵死後其弟阿道夫·腓特烈二世和侄子腓特烈·威廉爭奪公國的繼承權。神聖羅馬皇帝、以及瑞典王國和勃蘭登堡選侯國都被捲入到這場爭奪之中。三年後梅克倫堡-居斯特羅公爵古斯塔夫·阿道夫亦去世，令梅克倫堡-居斯特羅支系亦完全絕嗣，事件令到兩人對梅克倫堡的爭奪戰愈發激烈。1701年，在下薩克森行政圈一眾邦國同意之下，雙方最終簽署1701年漢堡條約，梅克倫堡公國被一分為二。以什未林為中心的梅克倫堡-什未林公國繼續維持，並授予腓特烈·威廉，而以施特雷利茨為中心的部分梅克倫堡地區，則建立起一個新的公國梅克倫堡-施特雷利茨（大致等同於重建了中世紀時期曾存在過的斯塔加德領地），並將其授予阿道夫·腓特烈二世。同時，公國的長子繼承制再次被確立，亦保留梅克倫堡-什未林公爵日後可以召開聯合議會的權利。持續的衝突和分裂削弱了公爵對地區的統治，亦令梅克倫堡在帝國內的地位和聲譽一落千丈。
梅克倫堡-什未林公國建立之初，見證著公爵與貴族之間一系列的憲政鬥爭。18世紀初，當時在任的公爵卡爾·利奧波德，因加入俄羅斯帝國對抗瑞典王國的戰爭而欠下巨額債務，導致公國陷入危機；神聖羅馬帝國皇帝查理六世為此介入事件，1728年帝國宮廷法院裁定卡爾·利奧波德不適合再統治公國。卡爾·利奧波德的弟弟克里斯蒂安·路德維希被任命為行政總督代管公國事務。克里斯蒂安·路德維希於1747年正式繼任公爵，稱克里斯蒂安·路德維希二世。在其統治下，1755年4月，克里斯蒂安·路德維希二世簽署了《羅斯托克公約》，為公國制定了全新的憲法。根據公約，所有權力都集中到公爵、貴族和上級階層手上；低下階層在憲政組織內完全沒有任何代表。在七年戰爭期間，時任公爵腓特烈二世對普魯士腓特烈大帝持敵對態度，結果戰爭期間梅克倫堡-什未林被普魯士王國佔領。除了唯一這次錯誤的決定之外，腓特烈二世治內的其他重要決策最終都被認為對公國有利。到18世紀末法國大革命戰爭時期，時任公爵腓特烈·法蘭茲一世起初一直保持中立，1803年從瑞典手中奪回維斯馬。1806年公國全境被法國佔領，1808年公國被迫加入萊茵邦聯。加入萊茵邦聯期間腓特烈·法蘭茲一世曾派遣軍隊跟隨拿破崙征戰，但隨著1813年拿破崙遠征俄國大敗，公國成為首個宣佈退出萊茵聯邦的成員，並掉轉槍頭於1813至1814年間與法軍交戰。

## 後續
1815年維也納會議召開後，腓特烈·法蘭茲一世獲得大公稱號，梅克倫堡-什未林升為大公國。隨著1918年第一次世界大戰戰後導致君主制垮台後，大公國改組成梅克倫堡-什未林自由邦。1934年1月1日，梅克倫堡-什未林與毗鄰的梅克倫堡-施特雷利茨自由邦合併（兩地均屬今日德國的梅克伦堡-前波莫瑞聯邦州）。

## 公爵列表
1. 腓特烈·威廉，1701年至1713年在位
2. 卡爾·利奧波德，1713年至1747年在位
3. 克里斯蒂安·路德維希二世，1747年至1756年在位
4. 腓特烈二世，1756年至1785年在位
5. 腓特烈·法蘭茲一世，1785年至1815年在位